# Bad Times at the El Royale
Bad Times at the El Royale is een Amerikaanse neo-noir thrillerfilm uit 2018, geschreven, geproduceerd en geregisseerd door Drew Goddard. Het verhaal speelt zich af in 1969 en volgt zes vreemdelingen en een hotelbediende die zich verbergen in duistere geheimen, in een schaduwrijk hotel, genaamd El Royale, precies op de grens tussen Californië en Nevada. De film is geïnspireerd op tal van klassieke films en combineert verschillende genres. De hoofdrollen zijn weggelegd voor Jeff Bridges, Cynthia Erivo, Dakota Johnson, Jon Hamm, Cailee Spaeny, Lewis Pullman, Nick Offerman en Chris Hemsworth.

## Synopsis
Het verhaal opent met iemand die op een hotelkamer een tas onder de vloer verstopt en daarna wordt doodgeschoten. Jaren later checken vier gasten in. Een verkoper, een priester, een zangeres en een jonge vrouw. Ze hebben allemaal een verleden en drie van hen hebben een verborgen motief. In de loop van de middag en nacht worden de geheimen van deze personages duidelijk. Ook het hotel herbergt een geheim. Zo blijkt het geheime gangen te hebben waarmee via eenrichtingsspiegels in de kamers gespioneerd kan worden en filmopnamen gemaakt worden.
De priester gaat op zoek naar de verborgen tas. Deze blijkt vol met geld te zitten dat hij samen met een handlanger heeft bemachtigd met een overval. De verkoper blijkt een agent van de FBI te zijn en is op zoek naar een filmopname. De jonge vrouw is samen met haar jongere zus ontvlucht uit een sekte. De FBI-agent wordt vermoord door de jonge vrouw waarbij ook de hotelmanager gewond raakt, de priester wordt neergeslagen door de zangeres en de sekteleider komt later de twee zussen halen. Een gijzeling door de sekteleider en zijn aanhangers volgt. Het blijkt dat de filmopname van een bekend, reeds overleden persoon is en veel meer waard is dan al het geld in de tas. Er volgt een gevecht en het hotel brandt af. Alleen de priester en de zangeres weten levend weg te komen met het geld.

## Thema's en symboliek
In de film worden onderwerpen als morele keuzes, berouw en verlossing behandeld. De grens, die als een rode lijn door het hotel loopt, komt meermaals in beeld als symbool tussen goed en kwaad en voor de keuzes die de personages maken. De hoofdpersonen worstelen allemaal met hun slechte kanten. De zangeres worstelt met wat anderen haar hebben aangedaan. Iedereen in het hotel heeft een geheim en een aantal van hen hanteert een valse identiteit. In de loop van het verhaal laten ze allemaal zien wie ze werkelijk zijn en vallen hun maskers af.
Het hotel kan als het vagevuur gezien worden waarin iedereen zijn grootste fouten opbiecht. Zeker wanneer Billy gewond op de grens ligt en om vergiffenis vraagt. De oudste van de twee zussen vertegenwoordigt het goede en het gevecht en opoffering dat ze moet leveren tegen het kwaad. De sekteleider vertegenwoordigd het verleidelijke van het kwade. De jongere zus kan deze verleiding niet weerstaan en de priester (die geen priester is) staat hier tussenin. De scène waarin een complete kamer overhoop wordt gehaald om de tas te verbergen symboliseert dat overal onzichtbare geheimen zijn.
De eenrichtingsspiegels die gebruikt worden om mensen te bespioneren symboliseren het idee dat iedereen geheimen heeft en de angst dat deze aan het licht kunnen komen. Tegelijkertijd worden de hoofdpersonen doorlopend met zichzelf geconfronteerd wanneer ze in de spiegel kijken. Ook toont de film het idee dat sommige mensen een beestachtige kant hebben die ze tot uiting brengen wanneer ze zich onbespied wanen en machtig genoeg zijn om ermee weg te komen.
Bij drie karakters heeft de kleur in hun kleding betekenis. Billy draagt rood als symbool voor de doden die hij op zijn geweten heeft. De priester draagt zwart en wit om zijn strijd tussen waarheid en bedrog uit te beelden. Darlene draagt vrolijke kleuren vanwege de hoop en zuiverheid die ze uitstraalt.

## Het hotel
Het hotel is geïnspireerd op de Cal Neva Lodge & Casino dat zich ook op de grens tussen Nevada en Californië bevond. Dit hotel is deels eigendom geweest van mensen uit de maffia, heeft geheime tunnels en werd bezocht door zowel de Kennedy's als Marilyn Monroe. Hiermee wordt gesuggereerd dat de mensen op de film John F. Kennedy of Robert F. Kennedy in bed met Marilyn Monroe zijn en dat de FBI chantage door de maffia wil voorkomen. Een ander idee is dat het om Martin Luther King Jr. Gaat. Deze vier personen zijn allemaal in de jaren zestig vermoord.
De film werd vanwege belastingvoordelen geheel opgenomen in Canada en het hotel werd opgebouwd in de buurt van Burnaby.

## Rolverdeling
- Jeff Bridges als Donald "Dock" O'Kelly / Priester Daniel Flynn
- Cynthia Erivo als zangeres Darlene Sweet
- Dakota Johnson als Emily Summerspring
- Jon Hamm als agent Dwight Broadbeck / Seymour 'Laramie' Sullivan
- Cailee Spaeny als Rose Summerspring
- Lewis Pullman als receptionist Miles Miller
- Chris Hemsworth als Billy Lee
- Nick Offerman als Felix O'Kelly
- Xavier Dolan als Buddy Sunday
- Shea Whigham als Dr. Woodbury Laurence
- Mark O'Brien als Larsen Rogers
- Charles Halford als Sammy Wilds
- Jim O'Heir als Milton Wyrick
- Manny Jacinto als Waring "Wade" Espiritu
- Alvina August als Vesta Shears
- Gerry Nairn als Paul Kraemer
- William B. Davis als Rechter Gordon Hoffman
- Katharine Isabelle als Tante Ruth Pugh